# 葱草
葱草（学名：Xyris pauciflora）为黄眼草科黄眼草属下的一个种。

## 扩展阅读
- 維基物種上的相關：葱草